# Pézy
Pézy település Franciaországban, Eure-et-Loir megyében. Lakosainak száma 244 fő (2013). Pézy Theuville és Villeneuve-Saint-Nicolas községekkel határos.

## Népesség
A település népességének változása:
| Lakosok száma | 166  | 133  | 129  | 105  | 181  | 187  | 240  | 250  | 249  | 244  |
|               | 1962 | 1968 | 1975 | 1982 | 1990 | 1999 | 2006 | 2008 | 2011 | 2013 |